# Анархизм в Беларуси
Анархизм в Беларуси — история анархистов в Российской империи, БССР и Республике Беларусь.

## Анархизм в Российской Империи
Первая анархистская группа в Российской империи возникла в городе Белосток Гродненской губернии. Произошло это весной 1903 года. Большинство первых анархистов Беларуси были выходцами из социалистических партий — Бунда, РСДРП, эсеров, недовольных слишком умеренной позицией и «генеральством» своих партийных комитетов. Анархисты требовали уничтожение любого государства — считая не только монархию, но и парламентскую республику орудием классового угнетения, привилегий и неравенства. Слово «демократия» было для анархистов едва ли не ругательным. Ведь оно все равно означало «кратию» — то есть власть. Причём — власть буржуазии, не менее ненавистной бунтарям, чем чиновники.
Под стать идеям была и решительная тактика анархистов — индивидуальный террор и экспроприации. Кстати говоря, благодаря запугиванию хозяев — так называемому «экономическому террору», анархисты-коммунисты выигрывали большинство стачек. Это создало вокруг них ореол настоящих «защитников рабочего класса». И рабочие Белостока массово присоединялись к анархисткой федерации. Однако дальше локальных экономических побед анархистам продвинуться не удалось.

## Октябрьская революция
Лидеры анархистского движения в Петрограде и Кронштадте в 1917 году были уроженцы либо участники анархистского движения в Беларуси — Иосиф Блейхман-Солнцев, Константин Акашев, Ефим Ярчук, и другие. Анархисты, наряду с большевиками и левыми эсерами, стали ведущей силой Октябрьской революции. В скором времени партия Ленина даже перенимает фактически от кропоткинцев имя «коммунистической». Но что бы отличаться от анархистов-коммунистов и эсеров-коммунистов, подчеркивает в своём названии — «коммунистов-большевиков».
Если в Центральной части России этот союз уже вскоре был разорван, то в оккупированной немцами Белоруссии единый фронт всех советских партий, действовавших в подполье, сохранялся до начала 1919 года. Но затем репрессиями — с одной стороны, привлечением лояльных анархистов-коммунистов в ряды коммунистической партии — с другой, большевикам удалось ограничить влияние анархистского движения. Но до начала 1920-х годов легальные и полулегальные кружки анархистов еще продолжали действовать в Белоруссии. Однако в скором времени Советы из органов народного самоуправления, о котором мечтали сторонники Петра Кропоткина, были окончательно превращены партийной бюрократией в свои вспомогательные органы. Анархисты же пополнили ссылки и политизоляторы.

## Анархизм в современной Беларуси
Возрождение анархизма происходит уже в годы перестройки. Правда, в 60-70-е в Минске, Гомеле и других городах существовали «хиппи», которых с определённой натяжкой можно отнести к анархистской субкультуре. Однако никаких организаций при этом, разумеется, не существовало.
Весной 1991 года гомельские анархисты приняли участие в общегородской стачке, содействовав присоединению к ней рабочих фабрики «Полеспечать».
Летом 1992 года по инициативе Олега Новикова на съезде в Минске активисты Минска, Гомеля и Светлогорска объединились в Федерацию анархистов Беларуси (ФАБ).
6 октября 1992 на Международный день борьбы с безработицей гомельские анархисты провели несанкционированный митинг, который закончился столкновениями с милицией и арестами. В том же году с участием гомельских анархистов был создан «Союз Безработных», организовывались агитационные кампании на предприятиях города. В Гомеле с 1993 начала издаваться газета Анархия — первое анархистское издание в Беларуси.
В 1995 в Минске развернула свою деятельность и антипартийная группа «Чырвоны Жонд», которая сыграла заметную роль в развитии анархического движения в Беларуси.
С начала 1998 года начала выходить газета Навінкі. В начале 1999 года в результате проведения кампании-хэппенинга «Legalize It» удалось добиться официальной регистрации газеты Навінкі, которая до этого выходила нелегально. В то же время в Беларуси запрещают «Чырвоный Жонд» который изначально выпускал «Навінкі».
Одной из самых продолжительных и в то же время наиболее удачных акций, проведённых при участии белорусских анархистов, можно считать экологическую кампанию «Вясёлка», начатую в 1998 году. Кампания была направлена против планов строительства Белорусской АЭС, разрабатываемых правительством. С участием активистов ФАБ была создана независимая экологическая инициатива «Экасупраціў», взявшая на себя организацию всей кампании, к которой были притянуты сотрудники Академии Наук Беларуси, заинтересованные ученые, пресса, а также активисты российского радикально-экологического движения «Хранители Радуги», имевшие опыт подобного рода мероприятий. Начала издаваться газета Вясёлка, на страницах которой освещались все аспекты ядерной энергетики и радиоэкологии. На протяжении 1998-99 годов с помощью ученых было организовано несколько семинаров по вопросу целесообразности строительства АЭС. Летом 1998 года активистами «Экасупраціву» был организован «Марш за безъядерную Беларусь» по планируемым местам строительства АЭС на Могилёвщине, целью которого была антиатомная пропаганда среди населения близлежащих районов. Были проведены пикеты местных администраций в Могилёве, Шклове и других городах области. В результате широкой общественной кампании с помощью сотрудников Академии Наук удалось добиться моратория на разработку проекта строительства Белорусской АЭС
Численный рост анархического движения неизбежно отражался на разнообразии практических инициатив анархистов. Однако постепенно выкристаллизовались и главные направления деятельности анархистов. Одним из основных приоритетов ряда анархистских групп стал антифашизм. Уже с конца 90-х годов анархисты ведут целенаправленную деятельность по организации антифашистского движения в Беларуси. С этого времени стали регулярно проводиться антифашистские семинары, материалы которых публиковались в газете Антыфашык. В Минске, Гомеле и Гродно в этот период участились стычки с неонацистами, что впоследствии подтолкнуло анархистов к созданию движения «Антифа-Беларусь» с отделениями в крупных городах страны, ориентирующееся главным образом на акции прямого действия против нацистов. В 2000-01 годах активистами ФАБ было инициировано «движение красных и анархоскинхэдов в Беларуси» (RASH-Belarus).
Ещё с 2000 года белорусские анархисты присоединились к общеевропейской кампании «Нелегальных людей не бывает!», направленной против ужесточения миграционной политики Евросоюза. Летом 2001 года польской Анархистской Федерацией (Federacja Anarchistyczna) был организован международный лагерь «Против границ» в Крынках под Белостоком, в проведении которого помогали и активисты ФАБ. В лагере приняло участие около сотни анархистов из Польши, Беларуси, России, Украины, Германии и других стран. Во время работы лагеря было организовано несколько демонстраций и пикетов, направленных против усиления пограничного режима на белорусско-польской границе, проводимое Польшей под давлением Евросоюза.

### Протесты 2020 года
Активисты анархистского движения принимали активное участие в протестных акциях против фальсификации президентских выборов начиная с вечера 9 августа 2020 года. Группы анархистов с флагами и плакатами неоднократно участвовали в мирных протестных маршах и участвовали в перекрытиях дорог. Активно распространялись анархистские листовки и наклейки. В первые дни массовых протестов анархистская группа «Прамень» (Луч) на официальном сайте и в телеграм-канале публиковала призывы к сопротивлению «против диктатуры за прямую демократию» и выдвигала политические требования. Спустя год после основания в 2017 коллектив принимает активное участие среди других анархистов в протестах против декрета о тунеядстве. По версии журналистов из Нашей Нивы коллектив представляет собой наиболее либертарную группу Беларуси. «Праменевцы» выступают категорически против каких бы то ни было проявлений национализма, против какого бы то ни было государственного строя. Для них одинаково неприемлема какая угодно государственная символика: как серп и молот, так и «Погоня». Группа «Анархический Чёрный Крест Беларусь» призвала к организации международной кампании солидарности 14 августа.
На массовых протестных акциях милиция целенаправленно занималась выявлением анархистов. 12 октября замминистра внутренних дел Геннадий Казакевич назвал анархистов в числе организаторов массовых протестов. Сообщалось о принуждении к признанию себя анархистом: минчанин, задержанный 12 октября, утверждал, что милиционеры избивали его и вынуждали признаться в причастности к анархистскому движению и администрировании их групп в социальных сетях.
Многих анархистов задерживали — как на акциях протеста, так и в другое время. Против некоторых возбуждались дела как по административной статье 23.34 КоАП РБ, так и по уголовным статьям. Сообщалось, что в судах против анархистов иногда свидетельствовали милиционеры в масках с изменёнными именами. «Анархический Чёрный Крест» заявил о пытках электрошокером в СИЗО КГБ близкого к анархизму Александра Францкевича с целью дачи им признательных показаний. В октябре в Барановичах Брестской области Следственный комитет провёл обыски у шести анархистов, изъяв компьютеры и телефоны у некоторых из них, по делу о разбитом окне в местной прокуратуре.
28 октября на белорусско-украинской границе были задержаны 4 анархиста — Игорь Олиневич, Дмитрий Резанович, Сергей Романов, Дмитрий Дубовский. Власти и государственные СМИ обвинили задержанных анархистов в террористической деятельности. Им было предъявлено обвинение по статьям 289 УК РБ (акт терроризма; наказывается от 8 лет лишения свободы до смертной казни) и 295 УК РБ (незаконный оборот оружия; до 12 лет лишения свободы).
12 ноября в Осиповичском районе Могилёвской области на конспиративной квартире был задержан журналист, активист анархистского движения Николай Дедок. Одновременно сотрудники ГУБОПиК МВД РБ захватили его телеграм-канал. При задержании Дедок был избит. Группа «Анархический Чёрный Крест» заявила, что для получения доступа к компьютерным данным Дедка пытали.